# De part et d'autre
 (novembre 2017).
Si vous disposez d'ouvrages ou d'articles de référence ou si vous connaissez des sites web de qualité traitant du thème abordé ici, merci de compléter l'article en donnant les références utiles à sa vérifiabilité et en les liant à la section « Notes et références ».
Albums de Florent Pagny
Pagny chante Brel
(2007) C'est comme ça
(2009)
De part et d'autre (également connu sous le titre De part et d'autre - Triple Best of) est une compilation contenant 3 CD et un DVD du chanteur et acteur français Florent Pagny. Sortie en novembre 2008, elle comprend 49 chansons dont 4 inédites.

## Présentation
Ce best of retrace la carrière de Florent Pagny de 1988 à 2008 et contient 2 titres inédits : De part et d'autre et Compter les bisons.
Le premier disque est constitué de ses plus grands succès (Ma liberté de penser, Savoir aimer, Là ou je t’emmènerai, etc.).
Le second disque se compose des « petits succès » des albums Baryton, 2, RéCréation et Pagny chante Brel, plus le titre Un ami, en duo avec Marc Lavoine et sorti en 2007.
Le troisième disque regroupe des titres de ses 3 premiers albums : Merci, Réaliste et Rester vrai.
L'édition limitée digipack, publiée par Mercury Records, comprend un quatrième disque, le DVD du live de 2008, Pagny chante Brel à l'Olympia.
La compilation se classe à la 2e place des charts en Belgique.

## Liste des titres
| 1.  | De part et d'autre                       | Marie-Laure Douce / Rémi Lacroix                               | Titre inédit                     | 3:31 |
| 2.  | Compter les bisons (Reprise de Cristini) | Pierre Jouishomme, Didier Cristini, Jean-Michel Borne          | Titre inédit                     | 4:11 |
| 3.  | Là où je t'emmènerai                     | Valérie Véga / Daran                                           | Abracadabra (2006)               | 4:07 |
| 4.  | Ma liberté de penser                     | Lionel Florence / Pascal Obispo                                | Ailleurs land (2003)             | 3:26 |
| 5.  | À tout peser à bien choisir              | Patrice Guirao / Bertrand Soulier, Léopold                     | Abracadabra                      | 3:19 |
| 6.  | Je trace                                 | Lionel Florence / Calogero, Gioacchino Maurici (Calogero Bros) | Ailleurs land                    | 3:16 |
| 7.  | Terre                                    | Jean-Marie Marrier, Benjamin Raffaëlli, Patrick Dupont         | Châtelet les Halles (2000)       | 4:19 |
| 8.  | Ailleurs Land                            | Pierre-Yves Lebert / Pascal Obispo                             | Ailleurs land                    | 3:56 |
| 9.  | Et un jour, une femme                    | Lionel Florence / Pascal Obispo                                | Châtelet les Halles              | 5:23 |
| 10. | Châtelet les Halles                      | Lionel Florence / Calogero Bros                                | Châtelet les Halles              | 5:09 |
| 11. | Savoir aimer                             | Lionel Florence / Pascal Obispo                                | Savoir aimer (1997)              | 4:45 |
| 12. | L'Air du temps                           | Lionel Florence / Calogero Bros                                | Châtelet les Halles              | 3:38 |
| 13. | Dors                                     | Erick Benzi                                                    | Savoir aimer                     | 4:00 |
| 14. | Chanter                                  | Lionel Florence / Pascal Obispo                                | Savoir aimer                     | 3:53 |
| 15. | Oh Happy Day                             | The Edwin Hawkins Singers                                      | Les Enfoirés au Grand Rex (1994) | 3:44 |
| 16. | Bienvenue chez moi                       | Erick Benzi                                                    | Bienvenue chez moi (1995)        | 4:12 |
| 17. | Caruso (Reprise de Lucio Dalla)          | Lucio Dalla                                                    | Bienvenue chez moi               | 5:44 |
| 18. | D'un amour, l'autre                      | Patrice Guirao / Art Mengo                                     | Savoir aimer                     | 2:47 |

Note :
1. 1 2 3  Calogero Bros est la signature commune de Calogero et de son frère, Gioacchino Maurici.

| 1.   | Lo le canto per te                                                 | Giuseppe Giunta / Calogero                            | Baryton (2004)                                                | 4:14 |
| 2.   | La Chanson de Jacky (Reprise de Jacques Brel)                      | Jacques Brel / Gérard Jouannest                       | Pagny chante Brel (2007)                                      | 3:20 |
| 3.   | Jolie Môme (Reprise de Léo Ferré)                                  | Léo Ferré                                             | RéCréation (1999)                                             | 4:07 |
| 4.   | Un ami (avec Marc Lavoine)                                         | Marc Lavoine / Pascal Rodde                           | Les Duos de Marc (2007)                                       | 4:00 |
| 5.   | Con te partirò (Reprise d'Andrea Bocelli)                          | Lucio Quarantotto / Francesco Sartori                 | 2 (2001)                                                      | 4:30 |
| 6.   | Et maintenant (avec Lara Fabian)                                   | Pierre Delanoë / Gilbert Bécaud                       | 2                                                             | 4:15 |
| 7.   | Vesoul (Reprise de Jacques Brel)                                   | Jacques Brel                                          | Pagny chante Brel                                             | 3:30 |
| 8.   | Les Parfums de sa vie (Reprise d'Art Mengo)                        | Patrice Guirao / Art Mengo                            | RéCréation                                                    | 4:38 |
| 9.   | We Are the Champions (avec David Hallyday) (Reprise de Queen)      | Freddie Mercury                                       | 2                                                             | 3:31 |
| 10.  | Guide Me Home (avec Patricia Petibon) (Reprise de Freddie Mercury) | Mike Moran / Freddie Mercury                          | Baryton                                                       | 2:55 |
| 11.  | La Fanette                                                         | Jacques Brel                                          | Pagny chante Brel                                             | 3:14 |
| 12.  | E lucean le stelle (Live) (extrait de la Tosca)                    | Luigi Illica, Giuseppe Giacosa / Giacomo Puccini      | Baryton                                                       | 3:06 |
| 13.  | L'Eau (avec Daran) (Reprise de Daran)                              | Alana Filippi / Daran                                 | 2                                                             | 4:09 |
| 14.  | Fernand (Reprise de Jacques Brel)                                  | Jacques Brel / Gérard Jouannest                       | Live Pagny chante Brel à l'Olympia (2008)                     | 6:44 |
| 15.  | La donna è mobile (Live) (extrait de Rigoletto)                    | Francesco Maria Piave / Giuseppe Verdi, Martin Chusid | Pavarotti and friends for the Children of Liberia (en) (1998) | 2:39 |
| 16.  | Amsterdam (Reprise de Jacques Brel)                                | Jacques Brel                                          | Live Pagny chante Brel à l'Olympia                            | 4:44 |
| 17.  | Nessun dorma (Live) (extrait de l'opéra Turandot)                  | Giuseppe Adami, Renato Simoni / Giacomo Puccini       | Baryton                                                       | 3:13 |
| 111. | Sans titre (Reprise de Jacques Brel)                               |                                                       |                                                               |      |

| 1.  | Merci                                   | Florent Pagny                        | Merci (1990)       | 4:15 |
| 2.  | Si tu veux m'essayer                    | Sam Brewski                          | Rester vrai (1994) | 4:02 |
| 3.  | Vent d'Orient                           | Florent Pagny                        | Rester vrai        | 3:42 |
| 4.  | Les Hommes qui doutent                  | Jacques Veneruso / Canada            | Rester vrai        | 4:24 |
| 5.  | Tue-moi                                 | Francis Basset / Franck Langolff     | Réaliste (1992)    | 3:37 |
| 6.  | Qu'est-ce qu'on a fait ?                | Florent Pagny                        | Réaliste           | 4:10 |
| 7.  | Jamais (avec Johnny Hallyday)           | Gildas Arzel / Canada                | Rester vrai        | 3:34 |
| 8.  | Paupières mi-closes (avec Viktor Lazlo) | Florent Pagny / Jean-Jacques Lemoine | Réaliste           | 4:19 |
| 9.  | Est-ce que tu me suis ?                 | Sam Brewski                          | Rester vrai        | 4:28 |
| 10. | Ça fait des nuits                       | Florent Pagny                        | Merci              | 3:55 |
| 11. | N'importe quoi                          | Florent Pagny, Marion Vernoux        | Single             | 3:49 |
| 12. | Rester vrai                             | Florent Pagny                        | Rester vrai        | 4:04 |
| 13. | Presse qui roule                        | Florent Pagny                        | Merci              | 4:42 |
| 14. | Bien sûr qu'il n'y a rien à dire        | Florent Pagny / Serge Ubrette        | Réaliste           | 3:22 |

### DVD bonus
Pagny chante Brel est, à l'origine, un album de Florent Pagny reprenant des chansons de Jacques Brel, sorti en 2007, chez Mercury France.
L'album est suivi par une courte tournée passant uniquement par Roubaix (où a eu lieu le dernier concert de Brel), par Bruxelles et Liège (pays de Brel) et se termine à l'Olympia.
Il y est entouré de peu de musiciens sous la direction d'Yvan Cassar. Le concert est filmé à l'Olympia en juillet 2008 et vendu en DVD, en bonus de l'édition limitée digipack de la compilation De part et d'autre.
| 1.  | Les Remparts de Varsovie    |  |
| 2.  | Au suivant                  |  |
| 3.  | Le Prochain amour           |  |
| 4.  | Le Dernier Repas            |  |
| 5.  | Fernand                     |  |
| 6.  | Bruxelles                   |  |
| 7.  | La Fanette                  |  |
| 8.  | Mathilde                    |  |
| 9.  | Le Plat Pays                |  |
| 10. | Zangra                      |  |
| 11. | Quand on n'a que l'amour    |  |
| 12. | Vesoul                      |  |
| 13. | La Chanson des vieux amants |  |
| 14. | Les Bourgeois               |  |
| 15. | Quand maman reviendra       |  |
| 16. | Madeleine                   |  |
| 17. | Ces gens-là                 |  |
| 18. | Amsterdam                   |  |
| 19. | Ne me quitte pas            |  |
| 20. | Orly                        |  |
| 21. | La Chanson de Jacky         |  |